# San José de Comayagua
San José de Comayagua est une municipalité du Honduras, située dans le département de Comayagua. La ville est fondée en 1780.

## Source de la traduction
- (en)/(es) Cet article est partiellement ou en totalité issu des articles intitulés en anglais « San José de Comayagua » (voir la liste des auteurs) et en espagnol « San José de Comayagua » (voir la liste des auteurs).